# Ariane Braml
Ariane Braml (* 16. Juli 1969 in Dietikon; † 15. Januar 2021 in Uitikon) war eine freischaffende Schweizer Lyrikerin.

## Leben
Ariane Braml studierte Germanistik, Kunstgeschichte und Geschichte an der Universität Zürich. Sie ging verschiedenen Tätigkeiten als Bibliothekarin, Lektorin und Sprachlehrerin nach. Zehn Jahre lebte sie in Stäfa; ab 2015 wohnte sie in Uitikon/Zürich. 2019 erkrankte sie schwer, wurde operiert und starb am 15. Januar 2021 in ihrem Heim in Uitikon.

## Werke
- Im Sterngras reisst der Wind. Rauhreif Verlag, Zürich 2002.
- Weltquerüber fliegen Träume und Schatten. Rauhreif Verlag, Zürich 2005.
- Bild mit leichten Dingen. Littera Autoren-Verlag, Zürich 2009.
- Nachtsätze. Wolfbach Verlag, Zürich 2014.
- Vergissmeinland. Wolfbach Verlag, Zürich 2016.
- Gegensonnen. Wolfbach Verlag, Zürich 2019.
- Grüsse von Pluto: Die Gedichte. Wolfbach Verlag, Zürich 2021.

### Vertonungen von Maria Porten mit Texten von Ariane Braml
- Hexenprozess, für Sopran, Cello, Harfe, Klavier, 2013.
- Beim Hut des Hermes, für Sopran, Harfe, Cello, 2013.
- Shopping, für Sopran, Flöte, Klavier, 2013/2015.
- EVA – erste weise Frau der Welt, für Sopran, Cello, Harfe, Klavier, Tonband, Nachspiel für Orgel, 2015.
- Das Höllenhemd (Ariane Braml, I. Breitenmoser) für Stimme, Elektronik und Blockflöten, 2015.
- Des Kaisers neue Kleider für Flöte(n), Sopran und Klangschalen, 2020.
- Die Goldammer für Flöte, Sopran, Tonband, 2020.